# Ella in Hollywood
Ella in Hollywood (с англ. — «Элла в Голливуде») — концертный альбом американской джазовой певицы Эллы Фицджеральд, записанный во время её выступления в Голливуде, Лос-Анджелес, 11 и 21 мая 1961 года и выпущенный на лейбле Verve Records под номером Verve MG V-4052. В 2009 году Verve перевыпустили запись в формате CD под номером Verve 06025 17967007.

## Список композиций
| №                   | Название                                   | Текст песни               | Музыка              | Длительность |
| ------------------- | ------------------------------------------ | ------------------------- | ------------------- | ------------ |
| 1.                  | «This Could Be the Start of Something Big» | Стив Аллен                | Стив Аллен          | 2:33         |
| 2.                  | «I’ve Got the World on a String»           | Тед Колер                 | Гарольд Арлен       | 3:44         |
| 3.                  | «You’re Driving Me Crazy»                  | Уолтер Дональдсон         | Уолтер Дональдсон   | 3:23         |
| 4.                  | «Just in Time»                             | Бетти Комден, Адольф Грин | Жюль Стайн          | 1:56         |
| 5.                  | «It Might as Well Be Spring»               | Оскар Хаммерстайн II      | Ричард Роджерс      | 3:07         |
| 6.                  | «Take the "A" Train»                       | Джойя Шеррилл             | Билли Стрэйхорн     | 9:04         |
| Общая длительность: | Общая длительность:                        | Общая длительность:       | Общая длительность: | 23:47        |

| №                   | Название                                                        | Текст песни         | Музыка                       | Длительность |
| ------------------- | --------------------------------------------------------------- | ------------------- | ---------------------------- | ------------ |
| 7.                  | «Stairway to the Stars»                                         | Митчелл Пэриш       | Фрэнк Синьорелли             | 3:56         |
| 8.                  | «(If You Can’t Sing It) You’ll Have to Swing It (Mr. Paganini)» | Сэм Кослоу          | Сэм Кослоу                   | 4:05         |
| 9.                  | «Satin Doll»                                                    | Джонни Мёрсер       | Дюк Эллингтон                | 2:53         |
| 10.                 | «Blue Moon»                                                     | Лоренц Харт         | Ричард Роджерс               | 3:17         |
| 11.                 | «Baby, Won’t You Please Come Home?»                             | Чарльз Уорфилд      | Кларенс Уильямс              | 3:41         |
| 12.                 | «Air Mail Special»                                              | Джимми Манди        | Чарльз Крисчен, Бенни Гудмен | 5:26         |
| Общая длительность: | Общая длительность:                                             | Общая длительность: | Общая длительность:          | 23:18        |

## Участники записи
- Элла Фицджеральд — вокал.
- Уилфред Мидлбрукс — контрабас.
- Лу Леви — фортепиано.
- Гас Джонсон — барабаны.
- Херб Эллис — гитара.